# 新王薬品
新王薬品株式会社（しんおうやくひん）は、かつて大阪府大阪市鶴見区放出東に本社を置いていた、医薬品・一般用医薬品等の卸売販売・小売販売をおこなう企業であった。医薬品卸部門は現在アルフレッサグループの一社「ケーエスケー」である。小売部門は「近畿ファーマシー」である。

## 概要
- 昭和22年 創業
- 昭和38年4月 　経営難から「中外製薬」からの資本と役員派遣
- 昭和44年5月 「中外製薬」が全株式を取得し子会社化
- 昭和45年8月　「三共」系の「関西薬品」と合併し「キンキ薬品」と商号変更

## 大株主
- 中外製薬

## かつての主要取引企業
- 三共
- 中外製薬
- 大塚製薬
- 明治製菓